# Montgellafrey
Montgellafrey era una comuna francesa situada en el departamento de Saboya, de la región de Auvernia-Ródano-Alpes, que el uno de enero de 2017 pasó a ser una comuna delegada de la comuna nueva de Saint-François-Longchamp al unirse con las comunas de Montaimont y Saint-François-Longchamp.

## Demografía
| Gráfica de evolución demográfica de Montgellafrey entre 1800 y 2014 |
|                                                                     |

Los datos demográficos contemplados en este gráfico de la comuna de Montgellafrey se han cogido de 1800 a 1999 de la página francesa EHESS/Cassini, y los demás datos de la página del INSEE.